# 栃木県道135号市塙停車場線

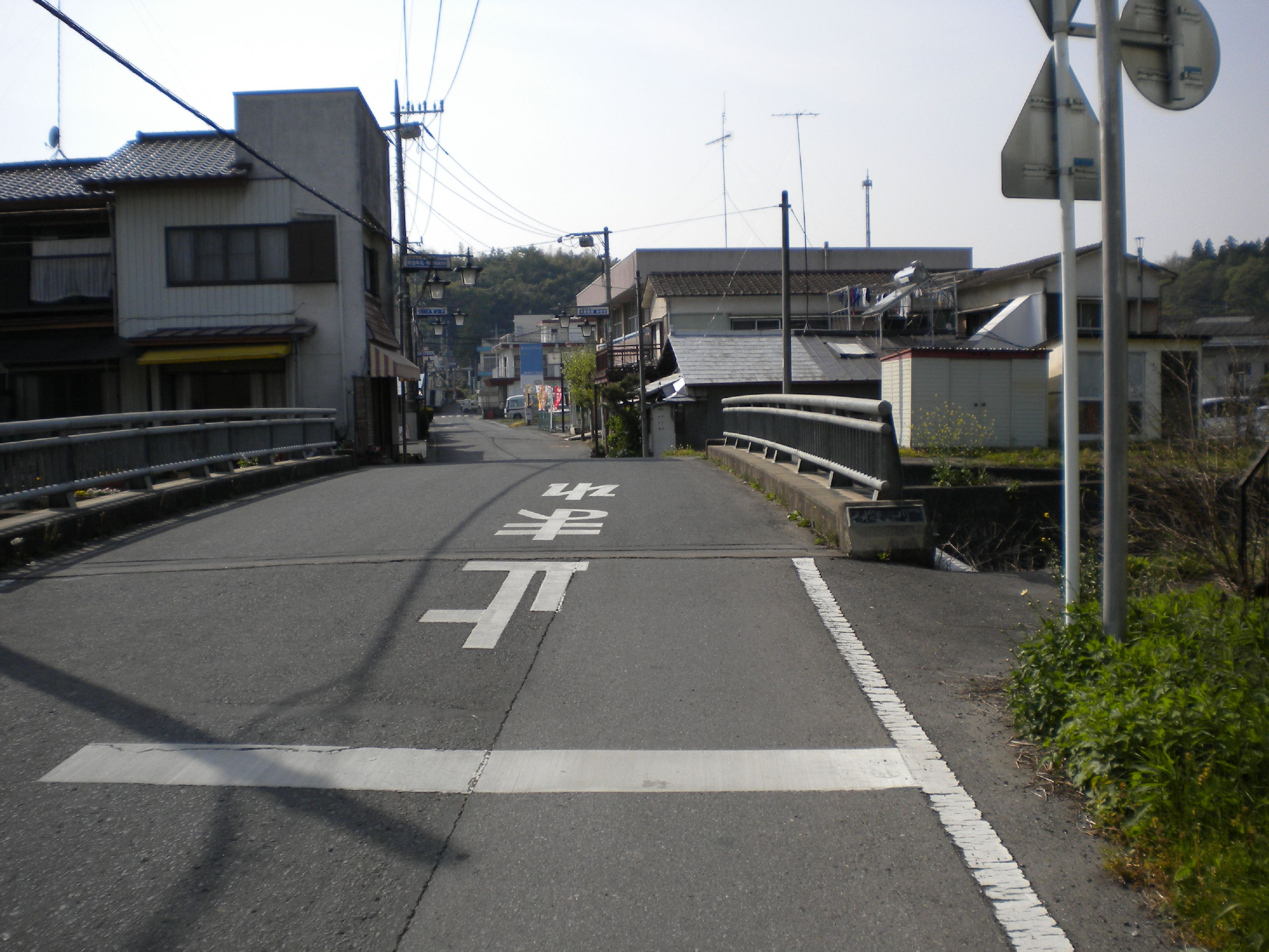
起点付近より終点方向を望む

栃木県道135号市塙停車場線（とちぎけんどう135ごう いちはなていしゃじょうせん）は、栃木県芳賀郡市貝町に位置する一般県道である。

## 概要
市貝町の玄関口である真岡鐵道真岡線・市塙駅と市貝町の中心部を南北に走る黒田市塙真岡線を結ぶ路線である。沿線は市貝町中心街となっている。市塙駅入口交差点から至近の場所に市貝町役場があったが、移転に伴い現在は跡地となっており、現町役場へは若干の距離がある。
駅前のバス停にはJRバス関東水都西線および那須烏山市営バス（市貝町営と共同）が乗り入れており、JRバス関東は当路線および宇都宮茂木線経由で茂木町および宇都宮市まで、町営バスは市貝温泉および黒田市塙真岡線経由でJR烏山駅までを結んでいる。
2014年10月17日に宇都宮茂木線芳賀市貝バイパスの整備により宇都宮茂木線旧道が県道指定を外れることに伴い、宇都宮茂木線旧道と接続していた本路線の終点が黒田市塙真岡線交点へと変更され、宇都宮茂木線旧道のうち市塙駅入口交差点 - 市塙交差点間が本路線に編入された。

## 路線データ
- 総延長・実延長：965.5m[2]
- 起点：栃木県芳賀郡市貝町大字市塙（市塙停車場）
- 終点：栃木県芳賀郡市貝町大字市塙（市塙交差点＝栃木県道163号黒田市塙真岡線交点）
- 認定：1961年（昭和36年）4月1日

## 歴史
- 1961年（昭和36年）4月1日 - 一般県道市塙停車場線として認定。
- 2014年（平成26年）10月17日 - 路線変更により終点が宇都宮茂木線交点から黒田市塙真岡線へ変更される[3]。

## 沿線施設
- 真岡鐵道真岡線 市塙駅
- JAはが野市貝支店